# Franz-Lehmann-Straße 22 (Leuna)

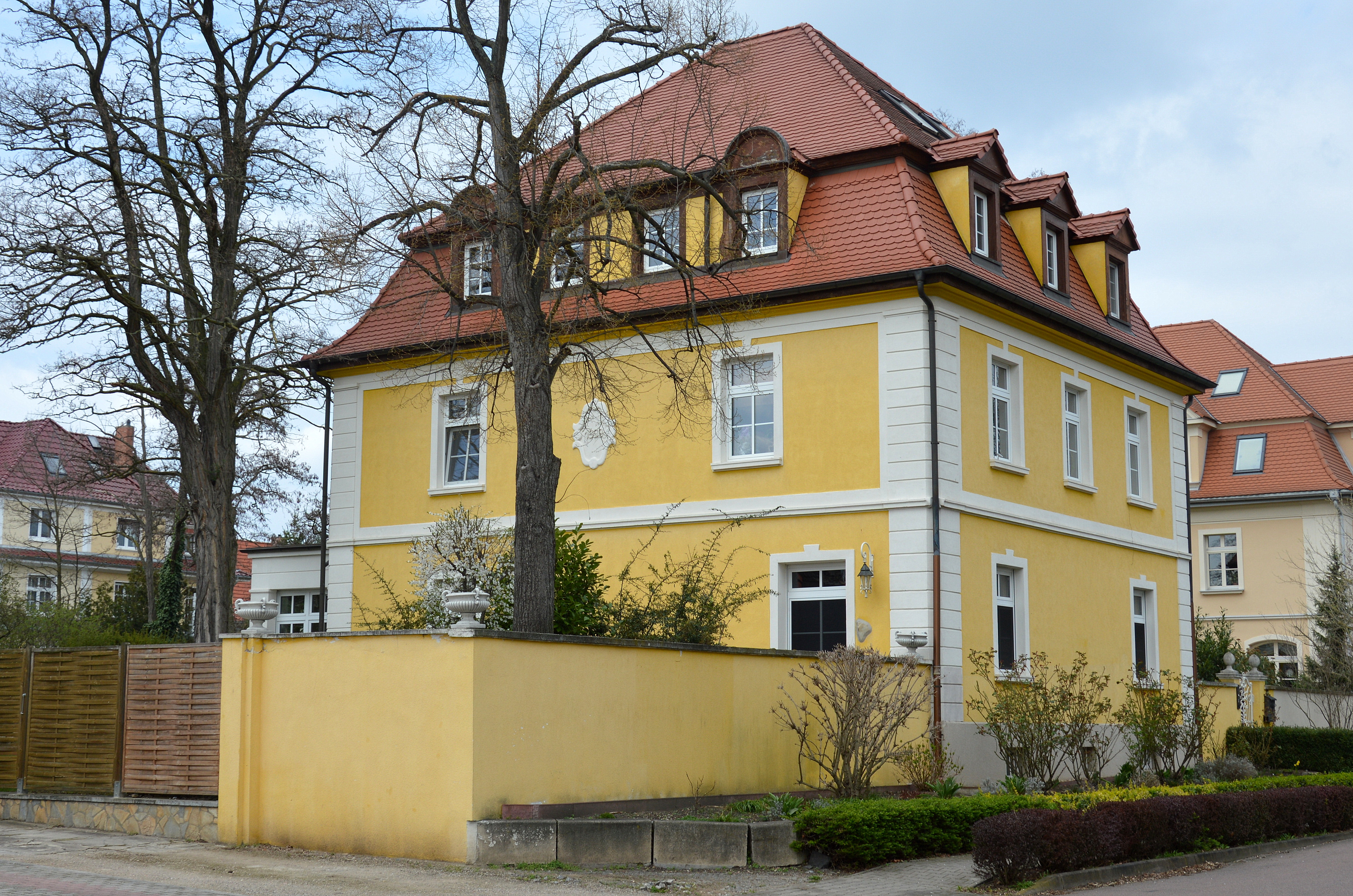
Villa Franz-Lehmann-Straße 22

Das Haus Franz-Lehmann-Straße 22 ist eine denkmalgeschützte Villa in der Stadt Leuna in Sachsen-Anhalt.

## Lage
Sie liegt nordöstlich des Leunaer Stadtzentrums auf der Westseite der Franz-Lehmann-Straße. Etwas weiter östlich befindet sich der Plastik-Park Leuna.

## Architektur und Geschichte
Die Villa wurde im Jahr 1919 errichtet. Sie ist aufwändig gestaltet. Der Eingangsbereich ist durch eine doppelläufig angelegte Freitreppe besonders betont. Zum Baudenkmal gehört auch die das Grundstück einfriedende Gartenmauer.
Im örtlichen Denkmalverzeichnis ist die Villa unter der Erfassungsnummer 094 20627 als Baudenkmal verzeichnet.